# Anepsion reimoseri
Anepsion reimoseri är en spindelart som beskrevs av Pater Chrysanthus 1961. Anepsion reimoseri ingår i släktet Anepsion och familjen hjulspindlar. Inga underarter finns listade i Catalogue of Life.